# 베른 티페나우역
베른 티페나우역(독일어: Bahnhof Bern Tiefenau)은 스위스 베른주의 베른에 있는 기차역이다. 1,000mm 미터궤 베른-졸로투른 지역교통의 중간역이다.

## 운행편
다음 서비스는 베른 티에페나우에서 정차한다:
- 베른 S-반 : S9 : 베른과 운터촐리코펜 사이에서 15분 간격으로 운행한다.